# Gregorius III Laham
Gregorius III Laham, arabiska: غريغوريوس الثالث لحام, latin: Gregorius III Lahamus, född Lutfy Laham den 15 december 1933 i Dārayyā i Syrien, är sedan år 2000 Melkitisk patriark av Antiokia och andligt överhuvud för den Melkitiska grekisk-katolska kyrkan. 